# Жарковка (Смоленская область)
Жарковка — исчезнувшая деревня в Хиславичском районе Смоленской области России.
Находилась в двух километрах южней деревни Новая Рудня на левом берегу речки Духовой.

## История
Деревня Жарковка упоминается в 1859 году . В ней тогда было 4 двора и 41 житель.
В 1926 году в ней уже было 15 дворов . 
В 1978 году деревни уже не было. В справочнике указано, что числилась в списках она только до 1974 года .
Позднее на топографических картах на месте деревни обозначается урочище Жарковка.